# Киси, Юсукэ
Киси Юсукэ (яп. 貴志祐介 Киси Юсукэ) (3 января 1959, Осака, префектура Осака) — японский писатель, член Mystery Writers of Japan и Honkaku Mystery Writers Club of Japan.

## Биография
Окончил Киотский университет по специальности «Экономика». Несколько лет работал в страховой фирме, но после гибели коллеги в аварии решил сменить род деятельности и стать писателем. Дважды получал Japan Horror Novel Award, романы стали бестселлерами в Японии, несколько работ были экранизированы. Дебютным переведенным на английский стал The Crimson Labyrinth.

### Серия Кэй Эномото
Серия детективных рассказов, где главный герой Кэй Эномото разгадывает убийства в закрытой комнате.
- Роман
  - The Glass Hammer (яп. 硝子のハンマー Гарасу но Хамма), 2004
- Рассказы
  - The House of Will-o'-the-Wisp (яп. 狐火の家 Кицунеби но Ие), 2008
  - The Locked Room Murders (яп. 鍵のかかった部屋 Каги но Какатта Хейа), 2011

### Одиночные романы
- Isola: Persona 13 (яп. 十三番目の人格 ISOLA Дзюсанбанме но Дзинкаку Исора), 1996
- The Black House (яп. 黒い家 Курой Ие), 1997
- Chirping of Angels (яп. 天使の囀り Тенши но Саезури), 1998
- The Crimson Labyrinth[англ.] (яп. クリムゾンの迷宮 Куримзон но Мейкю), 1999, перевод и публикация Vertical[англ.] на английском в 2006 году[4][5]
- Blue Flame (яп. 青の炎 Ао но хоно), 1999
- Shinsekai Yori (яп. 新世界より Синсекай Ёри), 2008
- Lesson of the Evil (яп. 悪の教典 Аку но Кётен), 2010
- Dark Zone (яп. ダークゾーン Даку зон), 2011

## Экранизации

### Японские фильмы
- Kuroi Ie (1999)
- Isola: Persona 13 (2000)
- Ao no Honō[англ.] (2003)
- Lesson of the Evil[англ.] (2012) (Aku no Kyōten)

### South Korean film
- Black House[англ.] (2007) (Kuroi Ie)

### Аниме
- Shinsekai Yori (2012)

## Награды
- 1997 — Japan Horror Novel Award[яп.]: Kuroi Ie (Black House)[6]
- 2005 — Mystery Writers of Japan Award[англ.]: Garasu no Hammā (The Glass Hammer[7])
- 2008 — Nihon SF Taisho Award: Shinsekai Yori
- 2010 — Премия Футаро Ямады: Aku no Kyōten (Lesson of the Evil[8][9])
- 2011 — Kono Mystery ga Sugoi![англ.]: Aku no Kyōten (Lesson of the Evil)